# سبعاوي إبراهيم التكريتي
سبعاوي إبراهيم الحسن (27 فبراير 1947 – 8 يوليو 2013) هو أخو صدام حسين من الأم، وأخو كل من دهام إبراهيم الحسن وبرزان إبراهيم الحسن ووطبان إبراهيم الحسن، وعمل كرئيس لجهاز المخابرات العامة العراقية في وقت حرب الخليج عام 1991. كما كان رئيس مديرية الأمن العام من 1991 إلى 1996، وعمل بعد ذلك مستشارا للرئيس صدام حسين.
في تاريخ 27 فبراير 2005، تم إعلان خبر اعتقاله رسمياً،  وكان يمثل رقم ستة ديناري ♦ في بطاقات لعب العراقيين الأكثر طلبا وكان ترتيبه 36 من ال 55 المطلوبين.

## القرابة

### نسبه
سبعاوي إبراهيم الحسن المحمد الخطاب من عشيرة البيكات من قبيلة ألبو ناصر،

### أولاده
- ياسر: اعتقله الجيش الأمريكي المحتل يوم 20 تشرين الأول سنة 2005م، وسُلّم يومئذٍ إلى الحكومة العراقية، وسُجنَ حتى سنة 2021م حين أعلنت محكمة عراقية عن تبرئته من التهم المنسوبة إليه، ذكرت شبكة أخبار الناصرية، أن محكمة جنايات ذي قار حكمت ببراءة ياسر سبعاوي إبراهيم الحسن وقررت الإفراج عنه بعد إعادة محاكمته،[10] وكانت الأمم المتحدة قد اتهمته بفعل أنشطة معادية لقوات التحالف والحكومة العراقية.[11][12]

## تهمه
وكان يشتبه أنه بالوقوف وراء التفجيرات وأعمال القتل التي وقعت بعد انهيار النظام السابق، وتم عرض مكافأة يبلغ قدرها مليون دولار أمريكي لمن يدلي بمعلومات تؤدي إلى اعتقاله أو إحضاره ميتا.
تم القبض عليه في سوريا و قامت بتسليمه إلى القوات العراقية بعد اعتقاله. و من ثم قامت القوات العراقية بدورها بتسليمه إلى القوات الأمريكية. وقد تم اتهام سوريا مرارا وتكرارا بالعمل على حماية المسؤولين العراقيين السابقين، وهي تهمة نفتها الحكومة السورية بشكل كامل.
في مارس 2009، وفي أثناء صدور الحكم وقراءته عليه في المحكمة بالإعدام شنقا قام بما قام به معظم رجال النظام السابق بأنه فخور لكونه سيكون شهيدا.
كما تم اعتقال ابنه، أيمن سبعاوي إبراهيم، من قبل الولايات المتحدة وكان يقضي حكما بالسجن مدى الحياة حتى هروبه من السجن في 9 ديسمبر 2006.

## وفاته
توفي في أحد مستشفيات بغداد في صباح يوم الإثنين 8 يوليو 2013 ذكر في تقرير الأطباء أن وفاته كانت بسبب إصابته بمرض السرطان.